# Silas Ostrzinski
Silas Ostrzinski (* 19. November 2003 in Hagen) ist ein deutscher Fußballtorwart. Er steht bei Borussia Dortmund unter Vertrag.

## Karriere
Ostrzinski wechselte im Sommer 2018 aus Hagen nach Dortmund. Mit der U17 des Vereins verlor er als Stammkeeper in der Spielzeit 2019/20 nur ein Spiel und kassierte im Schnitt ein Tor pro Partie. Im März 2020 wurde die Saison in Folge der COVID-19-Pandemie schließlich nach längerer Pause abgebrochen. Im folgenden Jahr rückte Ostrzinski bereits in die A-Jugend des BVB auf, wo er, nachdem Dominik Schönnenbeck die Altersgrenze erreichte, aber gegenüber Leon Klußmann das Nachsehen hatte. Allerdings fand die Saison 2020/21 noch rascher ihr Ende als die vorherige, weshalb bereits ab Oktober 2020 deutschlandweit kein Juniorenfußball mehr gespielt werden konnte. Im Sommer 2021 wurde Ostrzinski schließlich zur ersten Wahl im Tor der U19 und nahm in der Folge auch regelmäßig an Trainingseinheiten der beiden Herrenteams teil. Im Rahmen dessen saß der 18-Jährige sogar zweimal in der Champions League auf der Bank. Während das Pokalfinale gegen Stuttgart verloren ging, gewann die Dortmunder A-Jugend mit ihrem Torwart sowohl den NRW-Ligapokal wie auch das Endspiel um die Endspiel um die deutsche Meisterschaft. Im Halbfinale der Meisterschaftsendrunde hatten sich Ostrzinski und seine Mannschaftskollegen gegen den Rivalen Schalke 04 durchgesetzt.

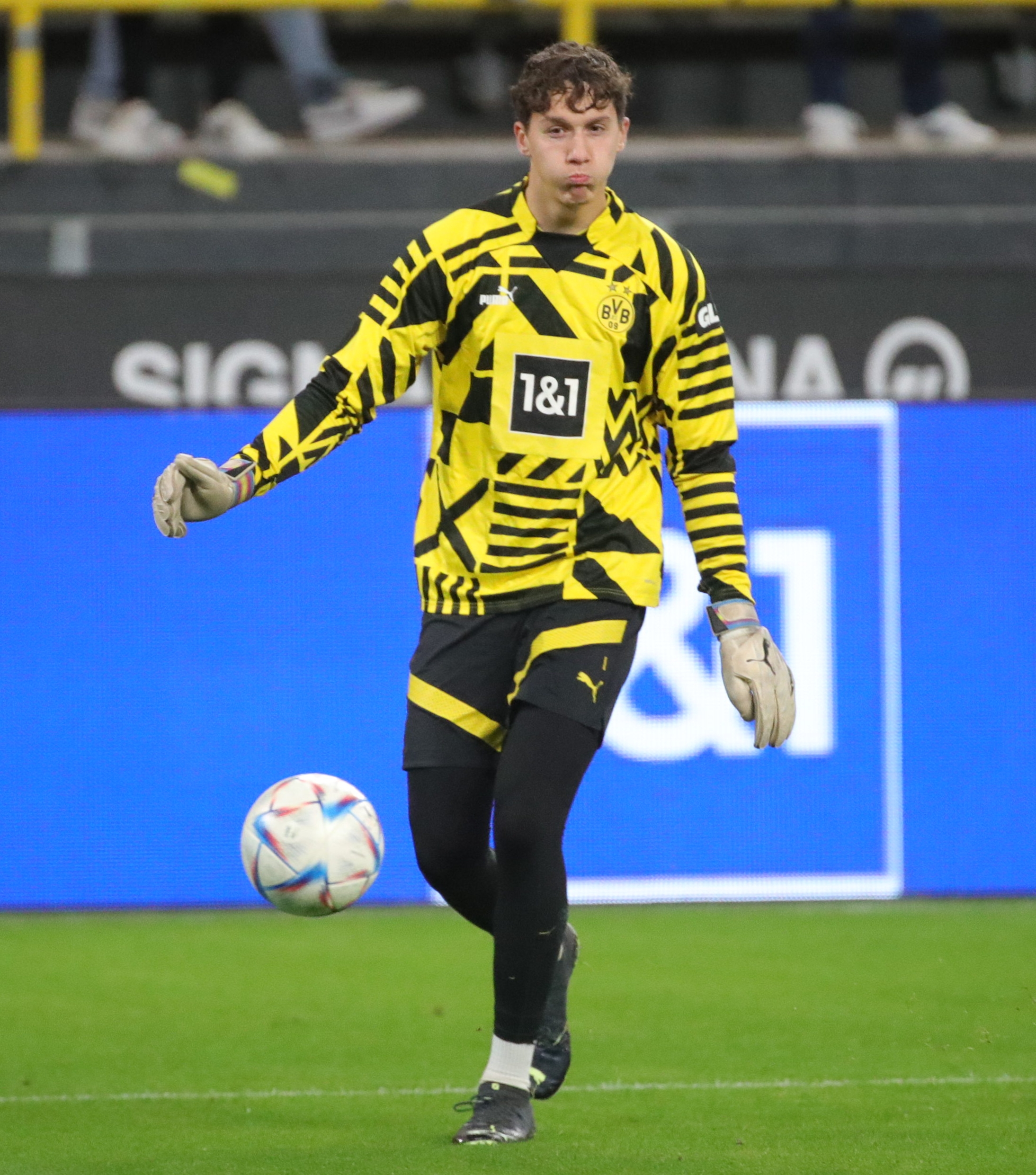
Ostrzinski in einem Ligaspiel gegen Erzgebirge Aue (2022)

Darüber hinaus gelang es erstmals einer A-Jugend-Mannschaft der Borussia, bis ins Viertelfinale der UEFA Youth League vorzustoßen. Auf dem Weg dorthin waren die Schwarz-Gelben beispielsweise gegen Manchester United siegreich; im Elfmeterschießen hielt Ostrzinski die Schüsse von Hannibal Mejbri und Noam Emeran, wohingegen seine Teamkameraden Jamie Bynoe-Gittens, Göktan Gürpüz und Tom Rothe trafen. Insgesamt stand der Torhüter in 24 Saisonspielen für seine Mannschaft auf dem Feld, musste 21 Gegentreffer hinnehmen und spielte zehnmal zu Null. In der Folge erhielt Ostrzinski im Frühjahr 2022 eine Vertragsverlängerung um ein Jahr und darüber hinaus gemeinsam mit drei weiteren Dortmunder Nachwuchskeepern – Marian Kirsch, Robin Lisewski und Marlin Zacharias – eine Einladung zur Teilnahme am DFB-Elite-Camp in Bad Gögging unter der Leitung von Klaus Thomforde.
In der Spielzeit 2022/23 kam Ostrzinski nur noch in der UEFA Youth League für die A-Junioren zum Einsatz. In dieser musste er gleich im ersten Gruppenspiel einen Platzverweis hinnehmen, nachdem er mithilfe einer „Notbremse“ einen Gegenspieler stoppte. Parallel zu seinen Aktivitäten für die U19 wurde der Keeper in die in der 3. Liga spielende U23 integriert, welche zuvor Stefan Drljača und Jan-Pascal Reckert verließen. Für Dortmund II debütierte Ostrzinski beim 1:1 gegen den Tabellenzweiten 1860 München, da Luca Unbehaun verletzt ausfiel und Marcel Lotka im Spieltagskader der am gleichen Tag spielenden Bundesligamannschaft stand. Nach Verbüßung seiner zwei Partien andauernden Rotsperre war Ostrzinski wieder in der Youth League aktiv, wurde mit der Mannschaft Gruppenzweiter und erreichte nach einem 2:1 über Hibernian Edinburgh das Achtelfinale. Aufgrund eines 1:1 innerhalb der regulären Spielzeit musste das darauf folgende Achtelfinalspiel gegen Paris Saint-Germain im Elfmeterschießen entschieden werden. Bis zum letzten Versuch der Franzosen trafen auf beiden Seiten jeweils alle Schützen, dann hielt der Torwart gegen Ilyes Housni. Die Viertelfinalpartie gegen Hajduk Split ging dann allerdings verloren, erneut hatten die Dortmunder hier ein Elfmeterschießen zu bestreiten, wobei Filippo Mané auf Seiten der Schwarz-Gelben den entscheidenden Elfmeter nicht verwandeln konnte. Am vorletzten Spieltag der Drittligasaison stand Ostrzinski erneut im Tor, als der Klassenerhalt bereits erreicht war. 
Vor der Saison 2023/24 verlängerte Ostrzinski seinen Vertrag bis zum 30. Juni 2025. Anfang November 2024 saß er nach über zwei Jahren wieder bei einem Champions-League-Spiel auf der Bank.

## Titel
Borussia Dortmund
- Deutscher A-Junioren-Meister: 2022
- Meister der A-Junioren-Bundesliga West: 2022
- NRW-Junioren-Ligapokalsieger: 2021